# Gare de Saint-Cyprien
Gare de Saint-Cyprien vasútállomás Franciaországban, Saint-Cyprien településen.

## Vasútvonalak
Az állomást az alábbi vasútvonalak érintik:
- Siorac-en-Périgord-Cazoulès-vasútvonal

## Kapcsolódó állomások
A vasútállomáshoz az alábbi állomások vannak a legközelebb:
- Gare de Sarlat-la-Canéda
- Gare de Siorac-en-Périgord